# 大月藤崎中継局
大月藤崎中継局（おおつきふじさきちゅうけいきょく）は、山梨県大月市の猿橋町に設置されているテレビ中継局。地上アナログの中継局が設置されていたが、2010年6月に地上デジタル放送の中継局も開設された。

## 概要
- 当中継局には在甲テレビ局の中継局が置かれ、大月市猿橋町内などへ電波を発射している。

- なお、ここでは2010年内に開局するデジタルテレビ中継局についても記述する。

## 中継局

### デジタル放送
各局の放送設備（チャンネル）の概要は以下の通りである。
| リモコンキーID | 放送局名          | 物理チャンネル | 空中線電力 | ERP   | 放送対象地域 | 放送区域内世帯数 |
| 1              | NHK甲府総合テレビ | 47ch           | 100mW      | 480mW | 山梨県       | 130世帯          |
| 2              | NHK甲府教育テレビ | 32ch           | 100mW      | 480mW | 全国         | 130世帯          |
| 4              | YBS山梨放送       | 38ch           | 100mW      | 480mW | 山梨県       | 130世帯          |
| 6              | UTYテレビ山梨     | 49ch           | 100mW      | 480mW | 山梨県       | 130世帯          |

### アナログ放送
各局の放送設備（チャンネル）の概要は以下の通りである。
| 放送局名          | チャンネル | 空中線電力        | ERP                | 放送対象地域 | 放送区域内世帯数 |
| UTYテレビ山梨     | 34ch       | 映像1w /音声780mW | 映像10w /音声960mW | 山梨県       | 約-世帯          |
| YBS山梨放送       | 36ch       | 映像1w /音声780mW | 映像10w /音声960mW | 山梨県       | 約-世帯          |
| NHK甲府教育テレビ | 52ch       | 映像1w /音声780mW | 映像10w /音声960mW | 全国         | 約-世帯          |
| NHK甲府総合テレビ | 54ch       | 映像1w /音声780mW | 映像10w /音声960mW | 山梨県       | 約-世帯          |

## 放送エリア
- 大月市猿橋地区

## その他
- 当中継局は、猿橋地区をカバーしている[1]が、場所によっては大月中継局を受信できる所もありアンテナ大月中継局に向けている世帯もある。

## 所在地
- 大月市猿橋町小篠（JR鳥沢駅南方高地）